# Mieczysław Poniatowski
Mieczysław Poniatowski ps. Krukowski (ur. 8 stycznia?/20 stycznia 1867 w Kamieniu na Nowogródczyźnie, zm. 4 czerwca 1961 w Warszawie) – generał brygady Wojska Polskiego, dowódca 10 pułku Strzelców Wielkopolskich (1919–1920) i XXXIII Brygady Piechoty (1920), kawaler Orderu Virtuti Militari.

## Życiorys

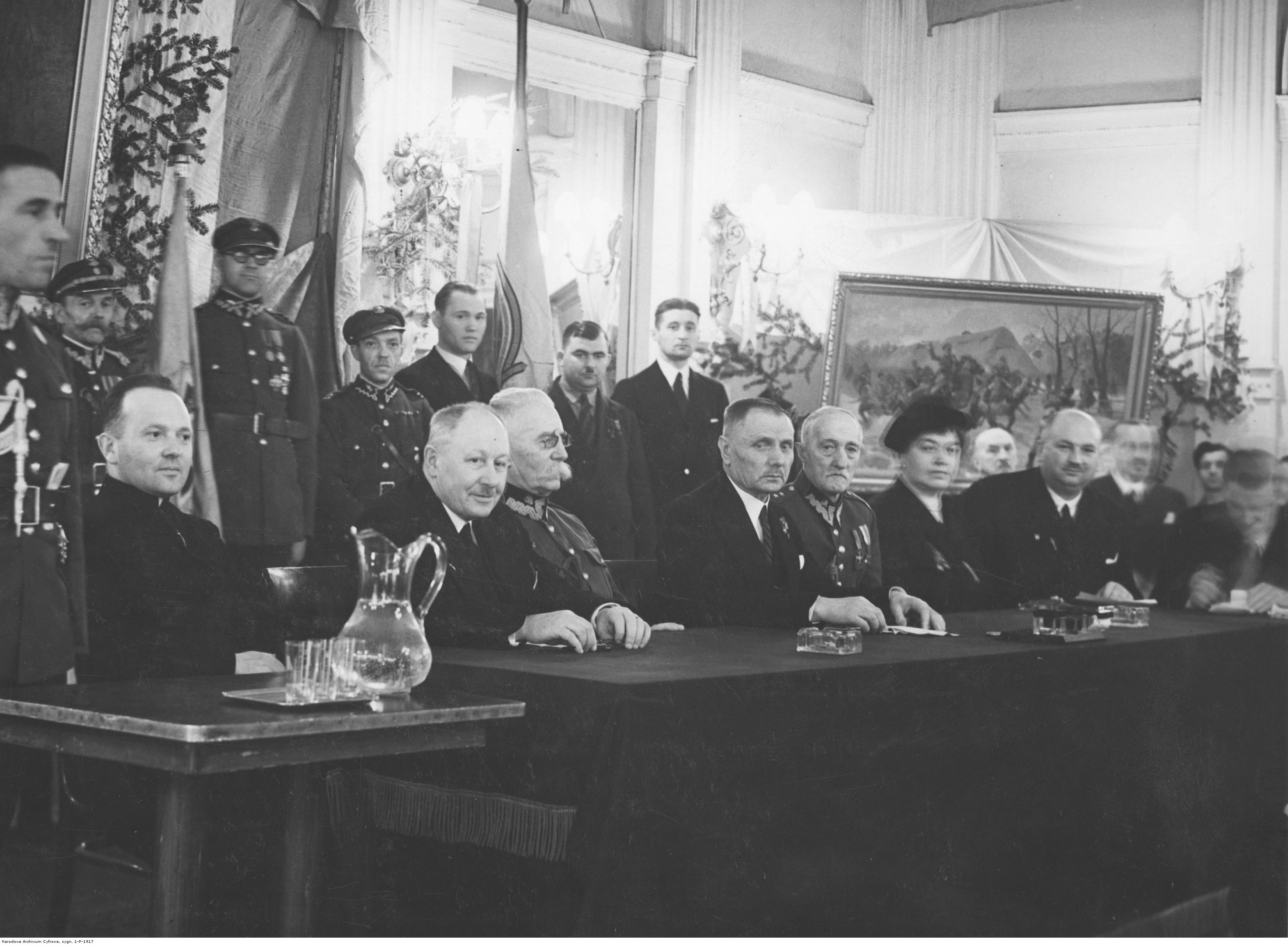
Akademia Zw. Żołnierzy I Polskiego Korpusu Wschodniego 1936 r. Gen. Mieczysław Poniatowski siedzi 7. z lewej

Od 1887 kształcił się w szkole oficerskiej piechoty w Wilnie. Od 1893 był zawodowym oficerem piechoty armii rosyjskiej. Walczył w jej szeregach w I wojnie światowej, awansując od dowódcy kompanii do zastępcy dowódcy pułku piechoty. W 1914 odniósł ciężką ranę. W tym samym roku awansował na stopień podpułkownika, zaś w 1917 - pułkownika. Od 1917 do 1918 dowodził 2 pułkiem strzelców 1 Korpusu Polskiego. Od listopada 1918 służył w Wojsku Polskim. Początkowo pracował w Komisji Emerytur Ministerstwa Spraw Wojskowych. Od grudnia 1919 do czerwca 1920 dowodził 10 pułkiem Strzelców Wielkopolskich. Następnie objął stanowisko dowódcy XXXIII Brygady Piechoty. Nosił stopień generała brygady ze starszeństwem z 1 czerwca 1919. Od 27 sierpnia 1920 do 23 października 1921 był komendantem garnizonu w Lesznie. 1 września 1922 przeszedł w stan spoczynku i zamieszkał w Poznaniu. W późniejszych latach był dyrektorem Cmentarza Wojskowego na Powązkach i sporządził plan jego uporządkowania. Od 1943 współpracował z Narodowymi Siłami Zbrojnymi pod pseudonimem „Krukowski”.
Pochowany na cmentarzu Powązki Wojskowe w Warszawie (kwatera A18-7-20).

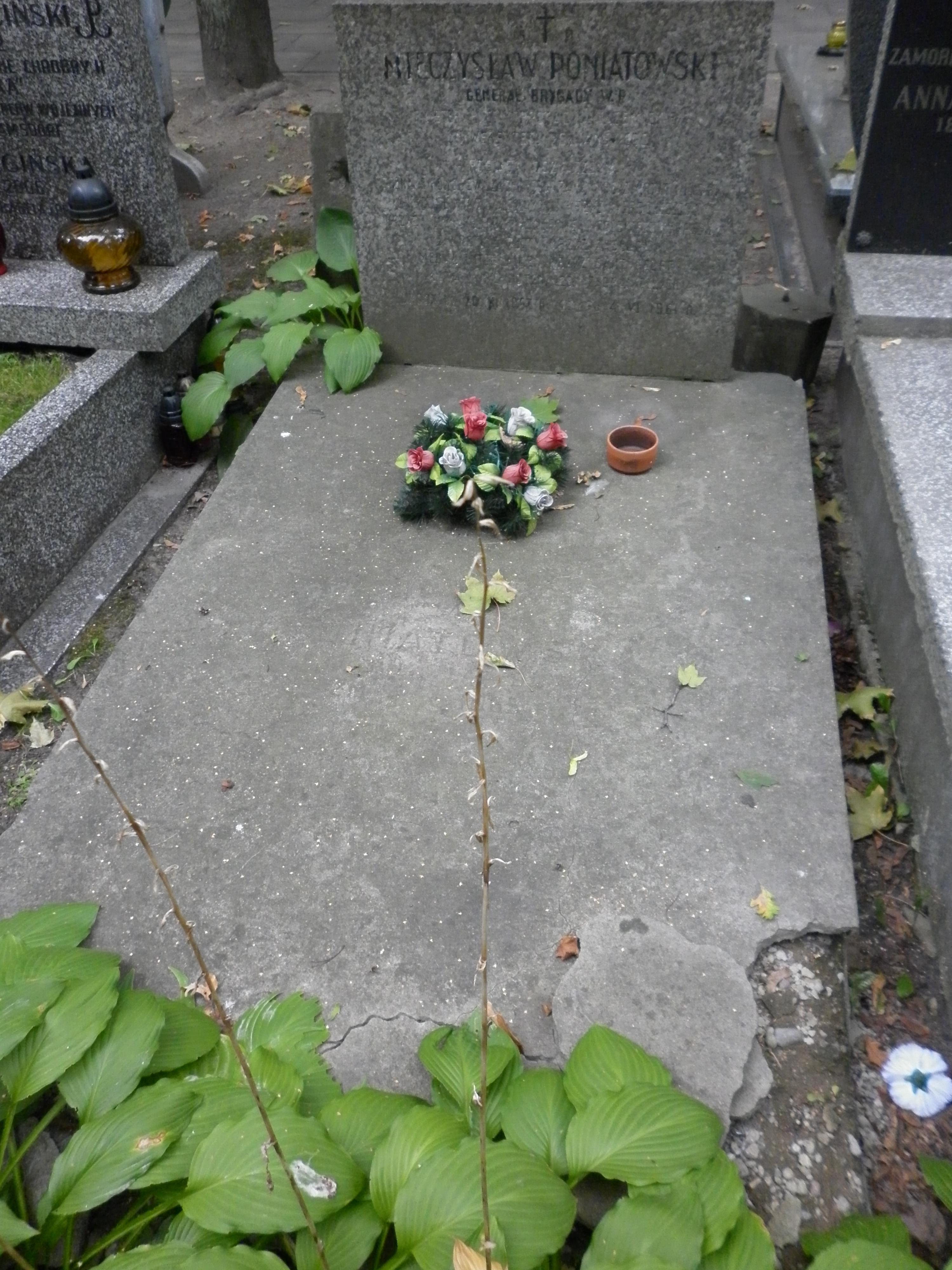
Grób gen. Mieczysława Poniatowskiego na Powązkach Wojskowych (stan na 2012)

## Ordery i odznaczenia
- Krzyż Srebrny Orderu Wojskowego Virtuti Militari nr 6688 (10 maja 1922)[4][5]
- Krzyż Walecznych (czterokrotnie)
- Złoty Krzyż Zasługi (17 stycznia 1938)[6]
- Medal Zwycięstwa („Médaille Interalliée”) – 1925[7]